# Lugu Teho
Lugu Teho ist ein osttimoresischer Ort in der Aldeia Fatubesi (Suco Atabae, Verwaltungsamt Atabae, Gemeinde Bobonaro). Er liegt in einer Meereshöhe von 66 m.
Die Siedlung liegt direkt am Fluss Nunura, an der Ostgrenze von Fatubesi. Im Süden wird sie nur durch einen Bach von Loumate abgetrennt. Nördlich befindet sich der Nachbarort Aidabaracabe.